# Polnischer Filmpreis/Beste Filmmusik

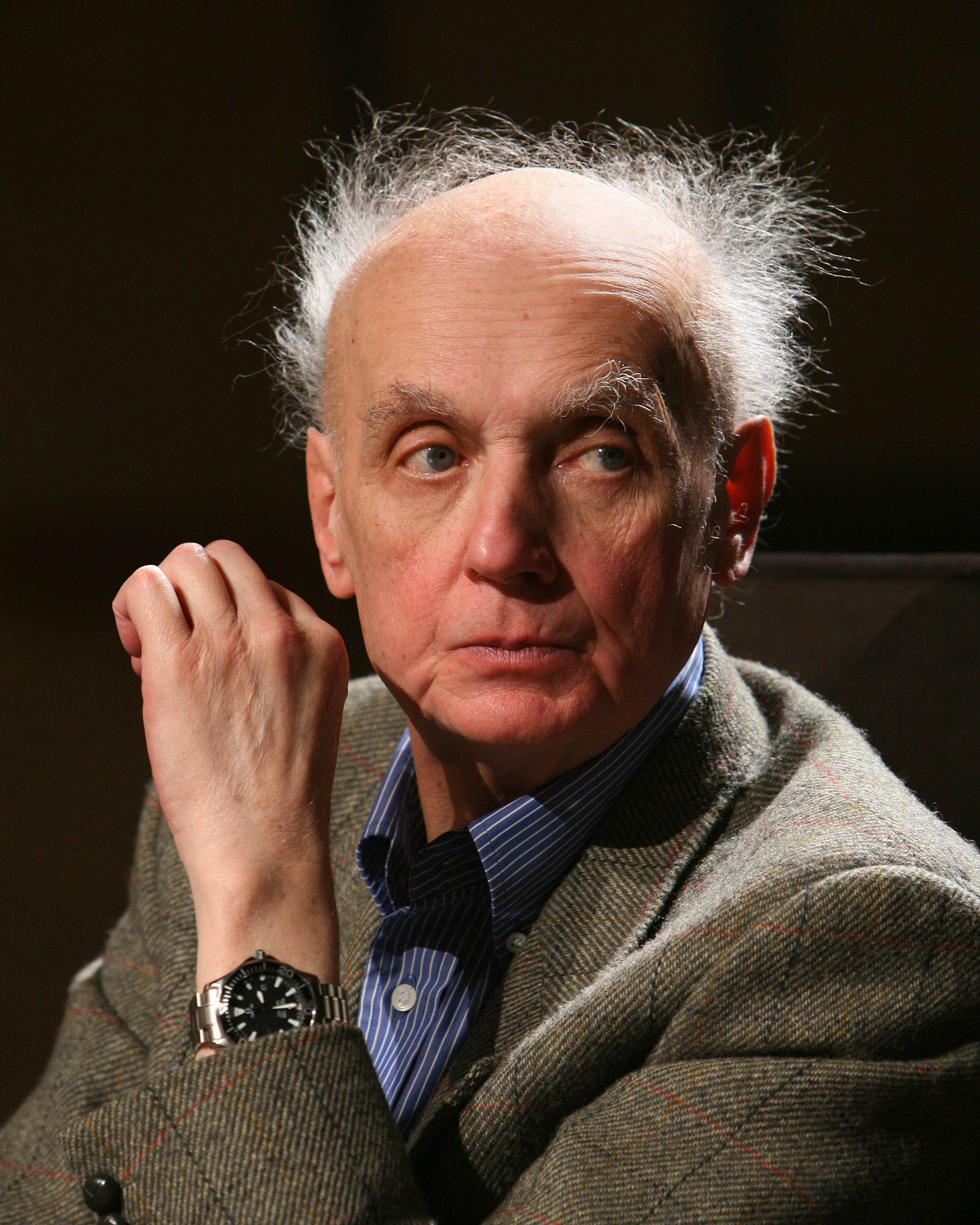
Preisträger der Jahre 2000, 2001, 2003 und 2006: Wojciech Kilar

Polnischer Filmpreis: Beste Filmmusik (Najlepsza muzyka)
Gewinner und Nominierte in der Kategorie Beste Filmmusik seit der ersten Verleihung des Polnischen Filmpreises im Jahr 1999. Ein Film qualifiziert sich in dem der Preisverleihung vorhergehenden Jahr, wenn er zwischen dem 1. Januar und 31. Dezember mindestens sieben Tage in einem öffentlichen Kino gegen Entgelt gezeigt wurde.
| Statistik                         | Name               | Anzahl | Jahr                                           |
| --------------------------------- | ------------------ | ------ | ---------------------------------------------- |
| Häufigste Auszeichnungen          | Wojciech Kilar     | 4      | 2000, 2001, 2003, 2006                         |
| Häufigste Nominierungen           | Wojciech Kilar     | 8      | 2000, 2000, 2001, 2003, 2003, 2006, 2009, 2010 |
| Häufigste Nominierungen ohne Sieg | Krzesimir Dębski   | 3      | 1999, 2000, 2004                               |
| Häufigste Nominierungen ohne Sieg | Bartłomiej Gliniak | 3      | 2005, 2006, 2007                               |
| Häufigste Nominierungen ohne Sieg | Tomasz Stańko      | 3      | 1999, 2000, 2002                               |
| Häufigste Nominierungen ohne Sieg | Paweł Szymański    | 3      | 2007, 2008, 2009                               |

Eine Filmkomponistin konnte sich bisher nicht in die Sieger- oder Nominiertenliste eintragen.

## 1990er Jahre
1999
Zygmunt Konieczny – Historia kina w Popielawach
Krzesimir Dębski – Ciemna strona Wenus
Marcin Pospieszalski – Demony wojny według Goi
Tomasz Stańko – Łóżko Wierszynina
Wojciech Waglewski – Kroniki domowe

## 2000er Jahre
2000
Wojciech Kilar – Pan Tadeusz
Krzesimir Dębski – Mit Feuer und Schwert (Ogniem i mieczem)
Wojciech Kilar – Tydzień z życia mężczyzny
Tomasz Stańko – Egzekutor
Michał Urbaniak – Die Schuld (Dług)

2001
Wojciech Kilar – Życie jako śmiertelna choroba przenoszona drogą płciową
Zygmunt Konieczny – Prymas. Trzy lata z tysiąca
Jerzy Matuszkiewicz – Syzyfowe prace
Jan Kanty Pawluśkiewicz – Töchter des Glücks (Córy szczęścia)
Marcin Pospieszalski – Prawo ojca

2002
Grzegorz Ciechowski – Wiedźmin (postume Ehrung)
Jan A. P. Kaczmarek – Quo vadis?
Zygmunt Konieczny – Szczęśliwy człowiek
Jan Kanty Pawluśkiewicz – Mała Vilma
Tomasz Stańko – Cisza

2003
Wojciech Kilar – Der Pianist (The Pianist)
Wojciech Kilar – Suplement
Wojciech Lemański – Edi
Jerzy Satanowski – Der Tag eines Spinners (Dzień świra)
Wojciech Wójcik – Zemsta

2004
Zygmunt Konieczny – Pornografia
Krzesimir Dębski – Stara baśń – kiedy słońce było bogiem
Leszek Możdżer – Nienasycenie

2005
Ryszard Tymon Tymański – Eine Hochzeit und andere Kuriositäten (Wesele)
Adrian Konarski – Pręgi
Bartłomiej Gliniak – Mein Nikifor (Mój Nikifor)
Paweł Mykietyn – Leben in mir (Ono)

2006
Wojciech Kilar – Persona non grata
Daniel Bloom – Tulipany
Dżem – Skazany na bluesa
Bartłomiej Gliniak – Der Gerichtsvollzieher (Komornik)
Richard G. Mitchell – Unkenrufe – Zeit der Versöhnung (Wróżby kumaka)
Michael Nyman – Jestem

2007
Zygmunt Konieczny – Jasminum
Bartłomiej Gliniak – Palimpsest
Paweł Szymański – Plac Zbawiciela

2008
Krzysztof Penderecki – Das Massaker von Katyn (Katyń)
Włodek Pawlik – Pora umierać
Paweł Szymański – Korowód

2009
Paweł Mykietyn – 33 Szenen aus dem Leben (33 sceny z życia)
Wojciech Kilar – Serce na dłoni
Paweł Szymański – Środa, czwartek rano

## 2010er Jahre
2010
Włodek Pawlik – Rewers
Wojciech Kilar – Rewizyta
Paweł Mykietyn – Der Kalmus (Tatarak)

2011
Paweł Mykietyn – Essential Killing
Zygmunt Konieczny – Święty interes
Daniel Bloom – Wszystko, co kocham

2012
Michał Lorenc – Czarny Czwartek
Antoni Łazarkiewicz – In Darkness (W ciemności)
Lech Majewski und Józef Skrzek – Die Mühle und das Kreuz (Młyn i krzyż)

2013
Krzysztof Komeda und Mariusz Ostański – Komeda, Komeda ...
Alexandre Desplat – Der Gott des Gemetzels (Carnage)
Mikołaj Trzaska – Drogówka
2014
Jan Kanty Pawluśkiewicz – Papusza – Die Poetin der Roma (Papusza)
Mateusz Pospieszalski – Mój biegun
Alexandre Desplat – Wenus w futrze